# Enevold de Falsen (forfatter)
 Der er flere personer med dette navn, se Enevold de Falsen.
En(e)vold (de) Falsen (født 17. oktober 1755 i København, død 16. november 1808 i Christiania) var en dansk-norsk dramatiker og jurist. Han var far til Christian Magnus Falsen, Carl Valentin Falsen og Jørgen Conrad de Falsen.

## Tidlige forsøg med skuespillet
Han var søn af protokolsekretær i Højesteret, senere justitiarius i Overhofretten i Norge, Christian Magnus de Falsen (1719-99) og Else født Thestrup (1729-99). Kun ti år gammel dimitteredes han 1765 til universitetet som privatist fra København og tog "med megen berømmelse" examen artium. Lige så rask var hans påfølgende befordring på embedsbanen. Som sekstenårig blev han kopist i Danske Kancelli, og da han var 22, kom han i 1777 som assessor i Overhofretten til Norge, hvor han i en del år boede i Christiania.
Allerede under opholdet i København havde han betrådt den dramatiske forfatterbane med sin "borgerlige tragedie" i fem akter, Salvini og Adelson (1776), bygget på et motiv fra d'Arnauds fortællinger. I Christiania fandt han anledning til at fortsætte dels som forfatter, dels på andre måder med at udvikle sin interesse for teatret. Således deltog han 1780 som indbyder i stiftelsen af det ældre dramatiske selskab, og ved dettes første forestilling på det lille teater i den James Collett tilhørende grænsehave spillede han selv med. Deltagelsen i dette og dets senere faste efterfølger havde sin indflydelse på Falsen og blev for ham en opmuntring til litterære arbejder. For dette selskab oversatte han fra fremmede sprog dramatiske arbejder som ’’Nonnerne’’ af Picard og ’’Pebersvendene’’ af Iffland, ligesom han i denne tid har skrevet sange. Under opholdet i Christiania skrev han også ’’De snurrige Fættere’’, en komedie i to akter, der udkom 1778. Han deltog tillige i det elegante selskabsliv, som på den tid blomstrede i Christianias toneangivende kredse, og hans fremtid syntes at være den lyseste, der kunne stå nogen åben. Ved sin faders afgang blev han i 1788 midlertidig ansat som justitiarius i Overhofretten og udnævntes 31. oktober samme år til dette embede. I en alder af kun 33 år stod han således som en af Norges højeste embedsmænd.

## Erotiske skandaler og eksil
Efter alt at dømme var Falsen af sin far blevet fjernet fra København for at undgå skandale, for i sin tid i hovedstaden havde Falsen haft et kærlighedsforhold til en ung enke, Sara Dragun, født Gabel, som var tidligere kammerjomfru hos Caroline Mathilde, og som efter sigende havde været Struensees elskerinde.
Falsen blev siden gift 22. november 1781 i Christiania med Anna Henrika Petronelle Mathiesen (født 16. november 1762 i Christiania, død 18. marts 1825 i Aker), datter af lagmand, kancelliråd, assessor i Overhofretten Jørgen Mathiesen (1725-64) og Karen Haagensdatter født Nielsen (1735-66).
Nu blev Falsen så midtpunkt i en ny skandale, som fik anderledes graverende konsekvenser for ham. Efter kun få måneder i stillingen som justitiarius i Overhofretten blev han nemlig den 23. januar 1789 uden ansøgning eller derom ytret ønske udnævnt til lagmand over Nordland og Finmarken, medens Falsens tidligere embede samme dag blev overdraget den hidtilværende lagmand Peder Tønder von Koss - "formedelst en indtruffen Omstændighed" har Jens Christian Berg tilføjet i en håndskreven note. Andetsteds har han skrevet, at Falsens forflyttelse var at anse som "en Forvisning, foranlediget ved det utilbørlige Forhold, der bevirkede Generalauditør O. Chr. Wessels og frues Skilsmisse". Med andre ord havde Falsen haft en affære med generalauditør Ole Christopher Wessels smukke hustru, Helene, født Barclay.
Denne udnævnelse var et hårdt slag for Falsen, der nu måtte tage sin bolig på lagmandsgården Stegen i Nordland, hvor intet kunne erstatte ham den selskabelige og litterære omgang, som han tidligere var vant til. Den ensomme egn på Engeløen ved Vestfjorden bød ham ingen af de glæder, der havde tillokkelse for ham, og Nordlands storslåede, men vilde natur ejede ikke evnen til at åbne hans digteriske åre til ny produktion. Under dette ophold lagdes grunden til en melankoli, der siden nok kunne afbrydes af mange oplivende timer, men aldrig helt forlod ham, og som til sidst kom igen med forøget kraft.

## Tilbage i København
En forlængelse af opholdet på Stegen ville også være blevet farlig for hans helbred, og efter kun to års forløb forlod han på lægens råd sit nordlandske embede og drog i 1790 til København på lykke og fromme. Han søgte uden held at blive højesteretsassessor, men året efter, 1791, var det lykkens gang, for da fik han det embede som assessor i Højesteret, der just var blevet ledigt. I elleve år virkede han som højesteretsassessor, men fandt ved siden heraf tid til at udfolde en frugtbar forfattervirksomhed, ligesom han fulgte med i alle de bevægelser og strømninger, der gik igennem tiden. Thi Falsen var et ægte barn af sin tid, både i litterær og politisk henseende. Hans virke i Højesteret var af stor betydning, for af hans vota træder det gentagne gange frem, at hans tankegang var mere human end de love, som han skulle dømme efter; blandt andet var han en principiel modstander af dødsstraffen.
Det var den franske revolutions år, som Falsen på denne måde tilbragte i København, hvor han blev stærkt præget af oplysningstidens idealer. Han var stærkt grebet af denne verdenshistoriske begivenhed, og han fulgte med den mest levende interesse revolutionens udvikling. Til en tid var han en fortrolig ven af systemkritikerne P.A. Heiberg og Malthe Conrad Bruun; han knyttede ligeledes nu et venskabsbånd med Knud Lyne Rahbek, der i sin nekrolog over Falsen siger, at han allerede ved sin egen litterære debut havde kastet sine øjne på Salvini og Adelsons "genifulde Forfatter", men først nu personlig mødte ham "ved Musernes, ved Sandhedens, ved Fædrelandets Alter". Venskabet med Rahbek opløstes først ved døden, hvorimod der snart indtrådte en større kølighed i forholdet til de to andre, navnlig efter at Falsen 1796 til kong Christian VII's fødselsdag havde skrevet sin prolog Festen i Valhal, der under allusioner til den franske rædselsperiode i høje toner priste "Skjoldungens" dyder og fortjenester. Dette gik ikke upåagtet hen i de revolutionære kredse: Mellem Falsen og Malthe Bruun kom det til et fuldstændigt brud. I samtidens tidsskrifter deltog Falsen i den offentlige diskussion, og i 1795 var han en kort tid medudgiver af Borgervennen.

## Falsens norske sindelag
Gennem sin fødsel og opdragelse var Falsen dansk, og det samme gælder den største del af hans litterære arbejder. Under opholdet i Norge var han imidlertid blevet mere og mere knyttet til dette land, og det gik med ham som med mange andre, at han til sidst følte sig mere som nordmand, selvfølgelig som en til fællesstaten med talrige bånd knyttet nordmand. Han skrev 1793 Et par Ord om det norske Akademie, hvori han talte Norges sag i anledning af det i hans øjne retfærdige krav på et eget norsk universitet. Her fik han tillige lejlighed til at udtale sig om forholdet mellem de to lande, der for ham tilsammen stod som "Tvillingriget"; han siger således: "I tvende, ved Havet og et mellemliggende vidtløftigt Rige, adskilte Lande, som Natur, Klima, Jordbund, Produkter, Næringsveje, Økonomi, Handel, Sæder, til dels og borgerlig Forfatning, har gjort aldeles forskellige, kan, deres politiske Forening uagtet, Tænkemaaden rimeligvis ikke være aldeles ensformig." Efter hans mening måtte "det blive klart, at den Mand, Nordmand eller Dansk, som bestemmer sig til at tjene Staten i et af disse Riger, bedst organiseres til at gavne, naar han i Norge dannes til at være Nordmand og i Danmark til at være Dansk". Måske talte han af egen erfaring, når han skildrede, hvorledes den i København uddannede embedsmand, der kom til Norge og der overtog en stilling, som fordrede "kundskab om Landet og Indsigt i dets Økonomi", var udsat for at begå fejlgreb. Om sig selv ytrede han i de til Norge henvendte slutningslinjer: ”Du blev mig mere end Fødeland. Du gav mig Glæder og Sorger.” Gennem interesser og sympatier var han efter sit første ophold i Norge stærkt knyttet til dette land.
Falsens helbred blev ikke styrket ved hans tilbagevenden til et mildere klima; rimeligvis var hans sundhed allerede blevet undergravet ved hans overmodne udvikling i barneårene, og den gik fremdeles nedad med raske skridt. Hertil bidrog også de personlige ubehageligheder, som han pådrog sig fra sine forhenværende, revolutionsvenlige omgangsfællers side.

## Omfattende litterær produktion
Imidlertid udfoldede han i disse år en rig litterær produktivitet. Medens i sin tid Salvini og Adelson var nægtet antagelse ved Det Kongelige Teater i København, var han under sit elleve års ophold i Danmark en frugtbar forfatter for dette. Hans enakts-drama Arven i Marseille, der var skrevet i Christiania 1778, opførtes 1792 på Det Kongelige Teater. I København skrev han, foruden forskellige oversættelser for teatret, prologer og epiloger, Hvad vil Folk sige? og Kunstdommeren, to femakts-komedier, det femakts-ridderdrama Idda og Frierne og Kjæresten, en treakts-komedie, hvis handling foregår i Norge, dog uden at eje noget særlig norsk præg. Sujetterne til disse dramatiske arbejder tog han fra samtidige eller ældre noveller, ligesom allerede tilfældet var med Salvini og Adelson.
Falsens mest originale værk er dog hans 1797 udgivne syngespil Dragedukken, der opnåede en stor popularitet og grundfæstede sin forfatters ry. Dragedukken holdt sig i Danmark som i Norge længe på scenen og blev stadig opført i Norge 100 år senere. Det er dette arbejde, som mere end noget andet har givet ham en plads i den dansk-norske fælleslitteratur. Ingen fornemmer den livstrætte forfatter med det tunge sind og det nedbrudte helbred bag det skæmtende lune og de kvikke indfald, der krydrer Dragedukken.
Få år senere gav englændernes overfald på København i 1801 ham begejstring til at skrive den ildfulde krigssang Til Vaaben! Se Fjenderne komme! Til Vaaben! I nordiske Mænd!, og han indskrev sig ved samme anledning i Studenterkorpset. Ved sådanne begivenheder vaktes hans ånd til en kraft, der bragte ham til at glemme et legeme, som allerede bar oldingealderens stempel. Måske har også enhver sådan begejstret anspænden af åndskræfterne bag efter yderligere medvirket til at svække hans affældige legeme. Han led af hovedsvimmel og besvimelser. Deltagelsen i Højesterets lange sessioner blev ham alt for anstrengende, og han måtte se sig om efter en anden stilling, som han kunne udøve med færre kræfter.

## Sidste år i Norge
12. november 1802 blev han udnævnt til justitiarius i Akershus Stiftsoverret og samme år til etatsråd. Umiddelbart efter flyttede han til Christiania, hvor han allerede var i julen 1802-03. Forandringen af opholdssted virkede til en begyndelse gavnlig på hans helbred, for så vidt den ikke forværredes. Men efter nogle års forløb gik det atter ned ad bakke med hans helbred.

### Fortsat dramatisk virke
I Christiania genfandt Falsen en kreds af venner og bekendte, medens den gamle anstødssten var fjernet ved generalauditør Wessels død i 1794, og han blev straks et samlende element i Det Dramatiske Selskab, der var stiftet 1799, og som i løbet af 1802 havde opført dets egen teaterbygning. Denne, der blev nedrevet 1890, smykkedes, antagelig efter Falsens død, med hans buste som et tegn på, hvad selskabet skyldte ham. På dette privatteater opførtes nu Falsens egne og de af ham oversatte og bearbejdede dramatiske arbejder under hans egen ledelse, fremfor alle Dragedukken. Selv var han en af de ivrigste skuespillere, og han høstede stadig bifald som en talentfuld dyrker af den dramatiske kunst. Han var, navnlig efter bernt ankers død, det naturlige midtpunkt i den kreds, der samledes om det nævnte selskab og der dyrkede Thalia med en iver, som selv i hin, de private teatres gyldne tid, var noget særdeles mærkeligt. I denne kreds glimrede Falsen som den ansete forfatter, som den store skønånd og som den talentfulde skuespiller. Hans liv fandt her, når ikke mismodets tunge skygger lagde sig over hans hoved, sine sidste lykkelige timer. Embedet som justitiarius i Stiftsoverretten lagde ikke så meget beslag på hans tid som det tidligere, og han nød for så vidt i Norge et større otium. Men dette varede dog ikke længe.

### Virke i den norske regeringskommission
Endnu skulle der åbnes ham en ny virkekreds, mere rig og ærefuld, mere betydningsfuld end nogen af de foregående, og han skulle, inden han skiltes fra denne verden, overtage en ny stilling, der skulle lade hans navn indtegnes mellem "Tvillingrigets" mest fortjente sønner.
Da den interimistiske norske regeringskommission den 24. august 1807 blev nedsat, var Falsen et af dennes tre første medlemmer, sammen med prins Christian August og grev Gebhard Moltke, hvortil fra 2. september kom Marcus Gjøe Rosenkrantz. Falsen var af disse utvivlsomt den mest betydelige, og han blev et af kommissionens virksomste medlemmer. Hans legeme var rigtignok svækket, og det kunne se ud, som om hans kræfter ikke skulle kunne slå til over for det nye, ansvarsfulde hverv. Men hans ånd var alligevel stærk nok til, om end blot for kortere tid, at afryste alle de hæmmende bånd og udfolde en virksomhed, der gav ham en fornyet adkomst til at nævnes i historien som en af de betydeligste mænd, de to riger i senere tider have frembragt. Falsen var, efter sin hele forudgående løbebane, selvskreven til at blive sjælen i den norske administration, for så vidt denne nu måtte ledes fra regeringskommissionen i Christiania, og det mærkes let i kommissionens forhandlings- og øvrige protokoller, at han i betydelig udstrækning har sat sit stempel på dens handlinger som Norges øverste regeringsmyndighed næst kongen. Han var tillige kommissionens litterære medlem, hvis fine pen kan spores i de fra den udgåede skrivelser, der for en stor del var konciperede af ham. Han var med sin fremragende begavelse, med sit mangesidige kendskab til Norges forskelligste egne og sine store kundskaber den, som bestemte, i hvilken ånd administrationen skulle føres, og navnlig tillægges der ham stor andel i den sindighed, klogskab og frimodighed, hvormed kommissionen fra begyndelsen af optrådte over for kongen ved alle de lejligheder, hvor Norges interesser kunne kræve en klar fremlægning af forholdene, som ofte kun med vanskelighed lod sig forstå i København. Det var vistnok Falsens fortjeneste, når det således lykkedes at undgå kollisioner mellem de særlig norske og fællesmonarkiets interesser. Ved krigens udbrud med Sverige i 1808 påtog han sig endnu et nyt arbejde, at redigere det da grundlagte officielle blad for Norge, som fik navn af Budstikken.

## Død
Men hans ånds- og legemskræfter strak ikke i længden til for det store, omfattende arbejde, som var lagt på hans skuldre. Den frejdighed, hvormed han havde overtaget sin nye gerning, viste sig kun at være lampens sidste opblussen, og da de mørke høstdage kom i 1808, var det også under de fortvivlede udsigter for fædrelandets fremtid, der da syntes at åbne sig, som om et lignende mørke lagde sig over Falsens sind. Endnu i begyndelsen af året havde han skrevet sine krigssange for de uddragende soldater og derved ligesom ved sin redaktionsvirksomhed indvirket mægtig på den begejstring, som greb det norske folk. Men om høsten grebes han af et mismod, der ikke kunne fjernes. Om aftenen 16. november 1808 forlod han Det Dramatiske Selskabs teater, og næste morgen blev hans afsjælede legeme skyllet op på bredden af Christianiafjordens bølger. Måske har han begået selvmord. Under overordentlig deltagelse foregik begravelsen 22. november på Gamle Aker kirkegård, hvor en obelisk viser hans sidste hvilested. Savnet syntes ikke at kunne udfyldes. En landesorg greb Norge, og denne fandt genlyd i Danmark.

## Gengivelser
- Afbildet på satirisk stik af G.L. Lahde, 1796
- Buste (Oslo bymuseum)
- To litografier af Hans Jørgen Winther, 1833, efter samme forlæg, kopieret i træsnit 1861